# Station Trębki
Station Trębki is een spoorwegstation in de Poolse plaats Trębki.